# (15609) Космачевски
(15609) Космачевски (лат. Kosmaczewski) — астероид, относящийся к группе астероидов пересекающих орбиту Марса. Он был открыт 7 апреля 2000 года в рамках проекта LINEAR по обнаружению околоземных астероидов в обсерватории Сокорро и назван в честь Сары Космачевски, финалистки конкурса «Discovery Young Scientist Challenge» 2001 года.

Орбита астероида Космачевски и его положение в Солнечной системе